# کابریرا (ماریا ترینیداد سانچز)
کابریرا (به لاتین: Cabrera) یک منطقهٔ مسکونی در جمهوری دومینیکن است که در استان ماریا ترینیداد سانچز واقع شده‌است. کابریرا ۲۹۷٫۵۸ کیلومتر مربع مساحت و ۲۴٬۲۱۸ نفر جمعیت دارد و ۵ متر بالاتر از سطح دریا واقع شده‌است.